# Moomin's Tale
Moomin's Tale är ett datorspel till Game Boy Color utvecklat av Sunsoft och utgivet i 2000, spelet är baserat på Tove Janssons Mumintrollen. Det finns sex olika historier i spelet och i varje av dem kontrollerar spelaren Mumintrollet.

### Fotnoter
1. ↑  ”Moomin's Tale” (på engelska). IGN. 16 mars 2000. https://www.ign.com/articles/2000/05/20/moomins-tale. Läst 30 maj 2019.